# Onesia pubescens
Onesia pubescens är en tvåvingeart som först beskrevs av Macquart 1851.  Onesia pubescens ingår i släktet Onesia och familjen spyflugor. Inga underarter finns listade i Catalogue of Life.